# 为阿富汗带来和平的协议

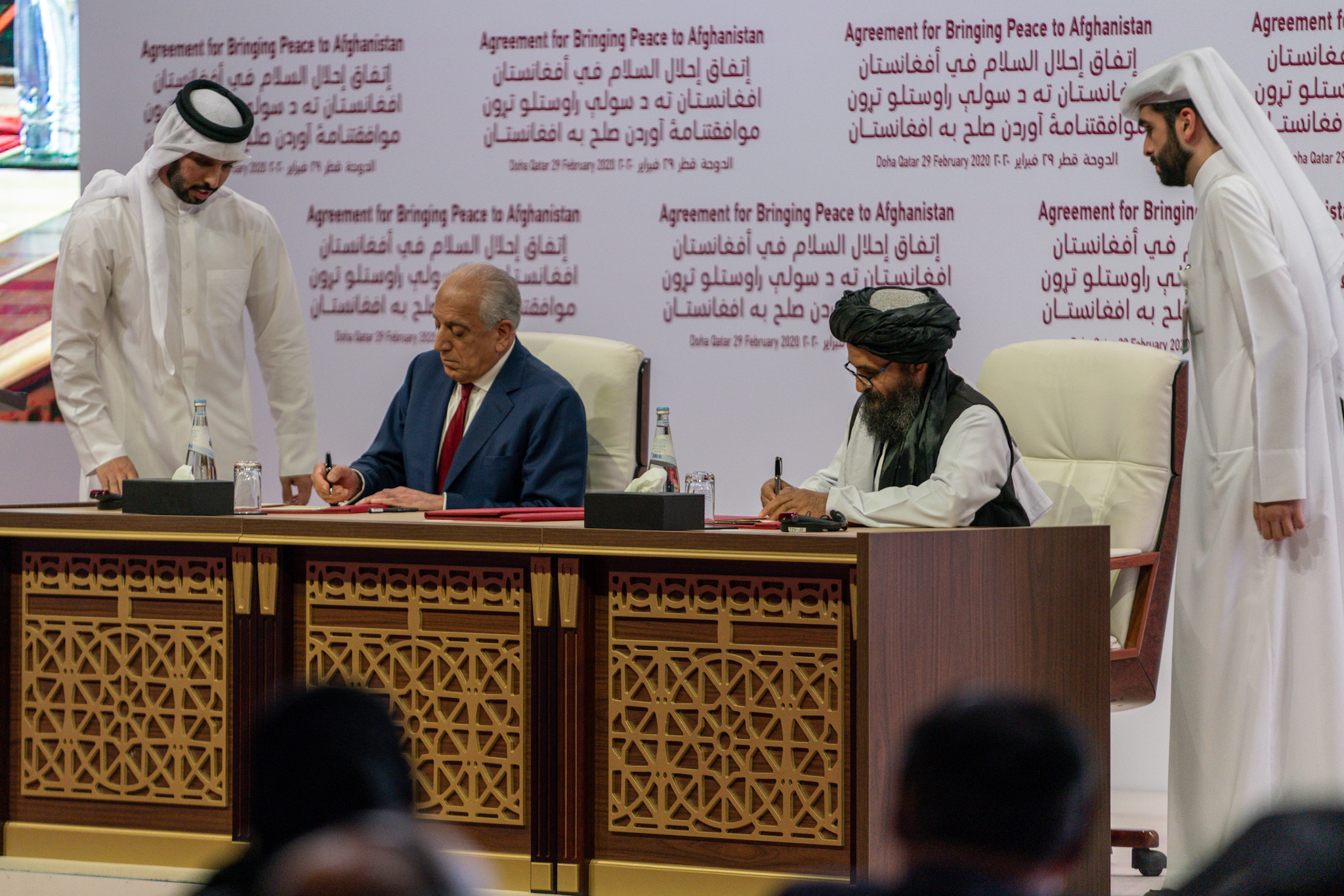
美國代表和塔利班代表於2020年2月29日在卡達簽署協議

为阿富汗带来和平的协议（英語：Agreement for Bringing Peace to Afghanistan），全称“为阿富汗带来和平的协议（阿富汗伊斯兰酋长国即塔利班，其国家地位尚未被美国认可，与美利坚合众国的协议）”，俗称美国—塔利班和平协议（US-Taliban deal），是美国与塔利班于2020年2月29日在卡塔尔多哈签署的一项和平条约。美國希望通過該條約結束阿富汗戰爭。在協議簽署前，扎勒米·哈利勒扎德代表美國與塔利班驻卡塔尔代表阿卜杜勒·加尼·巴拉达尔直接談判，而且阿富汗伊斯兰共和国當局沒有參與此次談判。根据該协议，美国要大幅減少空袭塔利班的次数，而且美国同意在2020年7月前将驻阿部队的人數从13000人削减至8600人，关闭阿富汗境內的五个军事基地，並打算在2020年8月27日前不再对塔利班實施經濟制裁。如果塔利班履行反恐承诺，美国将在2021年5月1日前全面撤军，北約部隊也會全面撤軍。作為回報，塔利班則要打擊阿富汗境內的恐怖組織。
就在该协议达成后，针对阿富汗安全部队的袭击激增，並造成数千人丧生，而且阿富汗国家安全部队在與塔利班作戰時不再保有优势。不過美國依然按照协议撤军。截至2021年1月，阿富汗境內仅剩下2,500名美军，北约部队則于当年夏季末全部撤离。最終塔利班通過攻势，在喀布爾戰役後控制了喀布爾，阿富汗伊斯兰共和国垮台。